# Trichestra mixta
Trichestra mixta là một loài bướm đêm trong họ Noctuidae.